# Huron (Ohio)
Huron è un comune degli Stati Uniti d'America, situato nello stato dell'Ohio, nella contea di Erie.